# Breaking Benjamin
Breaking Benjamin — американская альтернативная рок-группа из города Уилкс-Барре, основанная в 1999 году вокалистом и гитаристом Бенджамином Бёрнли и барабанщиком Джереми Хаммелом. В составе с гитаристом Аароном Финком и басистом Марком Клепаски группа выпустила два первых студийных альбома: Saturate (2002) и We Are Not Alone (2004). В 2005 году Хаммел был заменен на Чеда Зелигу, после чего группа выпустила ещё два альбома: Phobia (2006) и Dear Agony (2009). В начале 2010 года группа приостановила деятельность на неопределённое время из-за болезни Бёрнли.
В 2011 году без согласования с Бёрнли был выпущен альбом-сборник Shallow Bay: The Best of Breaking Benjamin, что привело к судебным тяжбам и увольнению из группы Финка и Клепаски. В 2013 году Зелига покинул группу из-за «творческих разногласий». Бёрнли оставался единственным участником группы до 2014 года, когда был объявлен новый состав: басист и бэк-вокалист Аарон Брук, гитарист и бэк-вокалист Кит Уоллен, гитарист Джейсен Рау и барабанщик Шон Фойст. В таком составе группа выпустила альбомы Dark Before Dawn (2015) и Ember (2018), дебютировавшие на № 1 и № 3 строчках хит-парада Billboard 200 соответственно. В 2020 году группа выпустила альбом-компиляцию Aurora, состоящий из акустических переработок старых композиций и одной новой песни.
Несмотря на смены составов, стиль текстов и музыки группы остается неизменным, так как Бёрнли является основным автором песен и вокалистом. Только в США продажи группы исчисляются цифрой в более 19 миллионов копий, включая три платиновых и два золотых альбома, а также три мультиплатиновых сингла, три — платиновых и шесть — золотых.

## История

### Формирование иSaturate(1998—2003)
Изначально Бенджамин Бёрнли играл в группе под названием Breaking Benjamin в 1998 году. Эта версия группы исполняла «более лёгкую» музыку (например, каверы на Weezer и The Beatles) и была совершенно непохожа на последующую итерацию. Название группа получила в связи с инцидентом, когда Бёрнли, перепевая песню группы Nirvana, уронил и разбил микрофон, на что владелец микрофона сказал: «Thanks to Benjamin for breaking my fucking mic» («Спасибо Бенджамину за то, что он сломал мой гребаный микрофон»). Эта ранняя версия группы состояла из Бёрнли, гитариста Аарона Финка, басиста Ника Хувера и барабанщика Криса Лайткэпа, но после временного переезда Бёрнли в Калифорнию группа распалась. По возвращении в Пенсильванию Бёрнли вместе с барабанщиком Джереми Хаммелом собрал группу под названием Plan 9, вскоре к ним присоединился басист Джейсон Дэволи. Название Plan 9, отсылающее к фильму План 9 из открытого космоса, постоянно коверкали в «Planet 9», поэтому группа решила переименоваться и взяла себе название Breaking Benjamin, так как у Бёрнли оставалась пачка рекламных стикеров с этим названием от прошлого коллектива.
Breaking Benjamin привлекли внимание диджея рок-радиостанции WBSX Фредди Фаббри, который поставил в ротацию песню «Polyamorous». После того, как песня стала самой запрашиваемой на станции, Фаббри профинансировал дебютный одноимённый EP группы, весь тираж которого (2000 экземпляров) был распродан в год издания (2001). Джонатан «Баг» Прайс указан басистом группы на этой записи, заменяя Дэволи. После ухода из предыдущей группы, Lifer, бывшие участники Аарон Финк (гитара) и Марк Клепаски (бас-гитара) присоединились к Breaking Benjamin. В начале 2002 года более десятка представителей рекорд-лейблов посетили концерт, на котором выступали Breaking Benjamin, после чего группа подписала контракт с Hollywood Records. Вскоре группа вместе с продюсером Ульрихом Уайлдом приступила к записи дебютного полноформатного альбома, Saturate, который вышел 7 августа 2002 года. Он достиг № 136 строчки чарта Billboard 200, а 25 сентября 2015 года получил золотой статус. В поддержку альбома группа отправилась в тур Jägermeister Music Tour в начале 2003, а позже отыграла тур на разогреве у Godsmack.
Saturate получил положительные отзывы критиков: Джеймс Тейлор из AllMusic писал, что альбом «имеет серьёзный потенциал стать одним из самых успешных дебютов 2002 года; несмотря на простоту альбома, невозможно отрицать его увлекательность», и оценил его на 2.5 из 5. Вин Черубино с сайта Schwegweb отметил, что «музыка такая же качественная, как у любого популярного исполнителя этого жанра. Слышно влиятие группы Tool, что делает музыку столь знакомой и приятной».

### We Are Not Alone(2003—2005)
В октябре 2003 года Breaking Benjamin вернулись в студию и вместе с продюсером Дэвидом Бендетом приступили к работе над вторым альбомом, We Are Not Alone. В течение 6 дней в декабре 2003 года Бёрнли работал вместе с Билли Корганом (Smashing Pumpkins), в результате были написаны песни «Rain», «Forget It» и «Follow».
Альбомы вышел 29 июня 2004 года и был распродан тиражом 48000 копий за первую неделю, заняв 20 строчку чарта Billboard 200. 21 октября 2004 года альбом получил золотой статус в США, 13 июня 2005 — платиновый. Альбом включает синглы «So Cold» и «Sooner or Later», достигшие 2 места в чарте Mainstream Rock Songs. Сингл «So Cold» стал платиновым 25 сентября 2015 года. По мнению автора MTV Джона Уидерхорна, исходный коммерческий успех альбома случился благодаря концертному туру, который группа начала за две недели до релиза We Are Not Alone. Последующий успех был закреплен совместными хэдлайн-турами с Evanescence и Three Days Grace.
We Are Not Alone получил смешанные отзывы критиков. Рецензент Колин Мориарти из IGN высоко оценил альбом, написав, что был «сильно впечатлён им и с уверенностью мог бы назвать его своим фаворитом года», и дал пластинке оценку 9,3 из 10. С другой стороны, рецензент издания Exclaim! Эмбер Отье писала, что «при первом прослушивании непримечательное звучание альбома не произвело на меня никакого эффекта», но добавила: «я слушала Breaking Benjamin несколько раз в неделю и некоторые элементы альбома со временем начали мне нравиться». Подводя итог, Отье написала: «Breaking Benjamin задали настолько высокую планку, недостижимую для самих себя на протяжении целого альбома».
3 ноября 2004 года вышел внеальбомный сингл «Blow Me Away», также ставший коммерчески успешным и получивший золотой статус 24 ноября 2015 года. 23 ноября 2004 года был выпущен EP So Cold, включивший также концертные записи песен «Away» и «Breakdown», концертную акустическую версию «So Cold» и студийные версии «Blow Me Away» и «Lady Bug».
В конце 2005 года Хаммел обратился в Федеральный суд с иском против Breaking Benjamin. Из иска следует, что в начале 2005 года Хаммел запросил отпуск по уходу за ребёнком, чтобы быть со своей женой во время рождения их первенца, на что согласились остальные участники группы, наняв в качестве временной замены ударника Кевина Софферу. Однако позже Бёрнли позвонил и уволил Хаммела из группы по причине личных разногласий. В иске Хаммел заявил о несправедливом увольнении и отсутствии компенсации за доход от записей, в которых он принял участие — We Are Not Alone и другие песни, попавшие на саундтрек к игре Halo 2 и фильму Сокровище нации: Книга тайн. Менеджер группы Лэрри Мейзер утверждал, что иск был «абсолютно необоснован» и что увольнение Хаммела «не связано с его декретным отпуском». Также Мейзер утверждал, что группа не получила дохода от Halo 2, так как песня была включена в игру в рекламных целях, а Бёрнли просто был рад окзааться на саундтреке для этой игры; что за саундтрек к фильму Сокровище нации 2 группа получила минимальную плату; что «Хаммел 100 % является действующим участником группы». Бен «B.C.» Вот временно заменял Хаммела в туре с 3 Doors Down и Staind в 2005 году. Судебный иск был удовлетворен в апреле 2006 года, сумма выплаты не была раскрыта.

### Phobia(2005—2008)
После ухода Джереми Хаммела Breaking Benjamin прослушали 15 барабанщиков, из которых благодаря своим исполнительским навыкам и «серьёзным навыкам решения проблем», по словам Бёрнли, больше всех выделялся Чед Зелига. Третий студийный альбом группы Phobia был вновь спродюсирован Бендетом и впервые записан с Зелигой. Тематика альбома посвящена различным фобиям Бёрнли. На обложке изображён мужчина с крыльями, застывший в воздухе над взлётно-посадочной полосой, что отражает аэрофобию вокалиста. Бёрнли также страдает танатофобией, никтофобией, амаксофобией, и ипохондрией. Бёрнли объяснял своей аэрофобией невозможность давать концерты за пределами континента и говорил, что поедет «туда, куда его смогут довезти на корабле.» На «Intro» и «Outro» к альбому Phobia присутствуют звуки объявлений в аэропорту, турбулентности самолёта, захлопывающихся дверей автомобиля и паникующей толпы.
Альбом Phobia был выпущен 8 августа 2006 года и обрёл коммерческий успех. За первую неделю было продано более 131 тысяч копий альбома, он занял № 2 строчку чарта Billboard 200. 8 ноября 2006 года Phobia получил золотой статус, 21 мая 2009 — платиновый. Главный сингл, «The Diary of Jane», достиг № 2 строчки в чарте Mainstream Rock Songs и стал самым быстро добавляемым на радио синглом в истории лейбла Hollywood Records, а 24 ноября 2015 года получил дважды платиновый статус. Второй сингл с Phobia, «Breath», более семи недель занимал № 1 строчку хит-парада Mainstream Rock Songs chart и 24 ноября 2015 года получил платиновый статус. Третий сингл, «Until the End», достиг № 6 в том же чарте, и получил золотой статус 11 февраля 2014 года.
В феврале 2007 года канал AXS TV (тогда работавший под названием HDNet) провел трансляцию часового концерта Breaking Benjamin в городе Бетлехем, штат Пенсильвания. Запись трансляции была издана в качестве концертного DVD «The Homecoming» на переиздании Phobia в апреле 2007 года. Клип на песню «Breath» был скомпилирован из материалов, отснятых на этом концерте. Весной и осенью 2007 года Breaking Benjamin отправились в туры с такими группами, как Three Days Grace, Puddle of Mudd, Seether, Skillet и Red.
Phobia получила смешанные отзывы критиков. Альбом хвалили за целостность и музыкальность, но критиковали за недостаток оригинальности. Кори Эйпар из AllMusic в целом хвалил альбом, но отметил, что он «мало отличается от остальных пост-гранж/альт-метал групп», разве что «определённым шармом». Спенс Ди из IGN дал альбому негативную оценку из-за его скучности и монотонности вокальных партий, написав, что «смесь хард-рока и эмо-ориентированного самокопания» в альбоме это «неплохо, но не запоминается и не является чем-то прорывным». Ди отметил мастерство Финка, Клепаски и Зелиги и дал итоговую оценку альбому в 5.7 из 10. Издание Entertainment Weekly оценило альбом на C+ (равносильно 3+).

### Dear Agony(2009—2010)
Breaking Benjamin начали работу над своим четвёртым альбомом, Dear Agony, в 2009 году. Это первый альбом, при работе над которым Бёрнли был абсолютно трезвым. В 2007 году Бёрнли жаловался на усталость и фосфены, которые начались после трёх бессонных суток употребления алкоголя, после чего он решил бросить пить. Благодаря трезвости Бёрнли отмечал ясность ума и слаженность при работе над Dear Agony. На обложке альбома — МРТ-снимок головного мозга Бёрнли, что отражает тематику Dear Agony, связанную с хроническими заболеваниями вокалиста, вызванными употреблением алкоголя.
Над песнями «Without You» и «Hopeless» с альбома Dear Agony Бёрнли работал вместе с тогдашним гитаристом Red Джейсеном Рау, также Рау написал концовку «I Will Not Bow» и помог с песней «Lights Out». Бёрнли рассказывал, что ему нравилось работать с Рау, потому что он писал точно так же, как сам Бен: «при написании песен — мы словно один и тот же человек.»
Dear Agony, вновь спродюсированный Дэвидом Бендетом, вышел 9 сентября 2009 года и добрался до № 4 строчки Billboard 200. В первую неделю альбом обогнал предшественника, продав более 134 тысяч копий. 16 февраля 2010 года альбом получил золотой статус. Главный сингл, «I Will Not Bow», достиг № 1 строчки хит-парада Mainstream Rock Songs, и получил платиновый статус 24 ноября 2015 года. Синглы «Lights Out» и «Give Me a Sign» добрались до № 9 и № 6 строчек этого чарта соответственно. «Give Me a Sign» также был признан золотым 24 ноября 2015 года.
Dear Agony получил смешанные отзывы критиков. Джеймс Монгер из AllMusic дал альбому положительную оценку, написав, что он «ощущается как предыдущие три» и отметив постоянство «как у хорошо смазанной машины». От Алекса Янга из Consequence of Sound альбом получил негативный отзыв и оценку в 0,5 звёзд из-за излишней обработки звука и общей нацеленности на коммерческий успех: «Dear Agony — это неудачное побочное явление от мира трендового продюсера Дэвида Бендета, тренирующего вкус у диких шимпанзе, держа в руках столовое серебро». Издание About Entertainment дало смешанную оценку, заявив, что "несмотря на отсутствие прорывных хитов, как на Phobia, на Dear Agony есть выдающиеся моменты, " но добавив, что «к сожалению, Dear Agony не достигает величия, довольствуясь приятным средним уровнем, которому все равно многие будут завидовать».
В поддержку альбома Breaking Benjamin отыграли тур в январе-феврале 2010 года вместе с Three Days Grace и Flyleaf, а в марте — с Red, Chevelle и Thousand Foot Krutch. В апреле Breaking Benjamin отправились в хэдлайн-тур Nickelback «The Dark Horse Tour» вместе с Shinedown и Sick Puppies. Перед последним концертом тура Бёрнли объявил о том, что болен и не сможет продолжить тур в поддержку Dear Agony, а также что деятельность группы приостановлена. В июне 2010 года в интернете начались слухи о том, что группа распалась, после чего Бёрнли сделал официальное объявление об обратном. В июле 2010 года Бёрнли дал два акустических концерта со своим другом Аароном Бруком из группы OurAfter, на которых впервые вживую были сыграны песни «Forget It» и «Follow». Дуэт также сыграл кавер-версии песен Tool, Queen, Deftones, Alice in Chains, Майкла Джексона и Синди Лопер. Гитарист Финк и басист Клепаски отыграли шоу со своей предыдущей группой Lifer, а барабанщик Зелига отправился в турне со своей предыдущей группой, OurAfter.

### Перерыв в деятельности иShallow Bay(2010—2013)
В марте 2010 года лейбл Hollywood Records запросил у группы две новых мастер-записи, разрешение на выпуск альбома-сборника лучших песен, а также разрешение на переиздание сингла «Blow Me Away» при участии группы Valora. В мае 2011 года Финк и Клепаски дали лейблу все разрешения, за что получили оплату в 100 тысяч долларов. Бёрнли, утверждая, что Финк и Клепаски действовали в одностороннем порядке, не уведомив ни его, ни менеджмент группы, уволил обоих по e-mail и запросил как минимум 250 тысяч долларов в качестве компенсации за ущерб, а также эксклюзивное право на торговое имя Breaking Benjamin.
Адвокаты Финка и Клепаски заявили, что музыканты «оспаривают и отрицают» обвинения Бёрнли, ответив, что соглашение от января 2009 года, позволявшее Бёрнли уволить их без причины, утратило силу из-за приостановки деятельности группы. Дело было направлено в третейский суд. Адвокат Бёрнли, Брайан Каплан, заявил Associated Press, что «отношения между мистером Бёрнли и двумя другими участниками группы закончены… Мистер Бёрнли намеревается продолжить деятельность группы, используя название Breaking Benjamin. Она просто продолжится в другом виде.»
В августе 2011 года Hollywood Records анонсировал выпуск альбома-сборника Shallow Bay: The Best of Breaking Benjamin, включающего все синглы группы, включая ремикс «Blow Me Away». Вместе с ним вышла двудисковая делюкс-версия, второй диск которой содержал бисайды и прочие ранее неизданные записи. Бёрнли публично осудил выпуск сборника, заявив, что содержимое альбома было изменено без его согласия и не соответствовало его личным стандартам. Впоследствии Бёрнли рассказал, что неизданные записи были взяты с его личного компьютера без его разрешения и предназначались для дальнейшей работы на студии, а не публичного выпуска.
Альбом вышел 16 августа 2011 года, заняв № 22 строчку чарта Billboard 200 и получив положительные отзывы критиков. Кристина Джетти из The Daily Trojan похвалила баланс альбома и прогрессивность истории в ретроспективе. Грегори Хини из AllMusic писал, что «Shallow Bay — отличная отправная точка для новых фанатов, показывающая главные вершины группы в одной пачке. Для фанатов со стажем сборник может служить напоминанием о поворотных моментах в карьере Breaking Benjamin.»
В апреле 2013 года Бёрнли объявил о том, что судебное разбирательство с Финком и Клепаски завершено и что он оставил за собой право продолжать деятельность под названием Breaking Benjamin. Через три дня Зелига объявил о своём уходе из группы по причине творческих разногласий.
В октябре 2013 года Бёрнли впервые за 3 года выступил вживую, отыграв вместе с Аароном Бруком ряд акустических концертов в местных барах нескольких городов штата Пенсильвания.

### Возвращение иDark Before Dawn(2014—2016)
20 августа 2014 был официально представлен новый состав группы, включающий, помимо Бёрнли, гитариста Кита Уоллена (экс-Adelitas Way, Copper), гитариста Джейсена Рау (экс-Red), басиста Аарона Брука (экс-OurAfter, Forever Oeuvre), барабанщика Шона Фоиста (экс-Picture Me Broken). Бёрнли говорил о новом составе: «Все участники группы выбраны неслучайно», отметив, что «Кит и Аарон отличные вокалисты. Это то, в чём группа всегда нуждалась». 18 марта 2015 года был анонсирован выход нового сингла «Failure» (23 марта) и пятого студийного альбома группы, Dark Before Dawn (23 июня).
Новый состав начал концертную деятельность с акустических шоу в конце 2014 года, после чего зимой дал 4 концерта на северовостоке США. В 2015 году были отыграны весенний, летний и осенний туры при поддержке групп Young Guns и Starset. В июле 2015 года группы анонсировала первые за свою историю выступления за пределами континента, отыграв четырёхдневный хэдлайн-круиз вместе с Ингви Мальмстимом, Закком Уайлдом, Flyleaf и другими. Группа отыграла совместный с Shinedown хэдлайн-тур по США при поддержке Sevendust и продолжила давать концерты за пределами США в июне 2016 года, отыграв на таки фестивалях как Download Festival в Великобритании, Rock am Ring в Германии, и Nova Rock в Австрии. В 2016 году группа также впервые посетила Россию, отыграв большие сольные концерты в Санкт-Петербурге и Москве 17 и 18 июня.
Бёрнли рассказывал, что процесс написания Dark Before Dawn шёл периодически в течение всего периода «отпуска» группы, и только в 2013 году — ближе к окончанию «отпуска» — альбом начал обретать форму единого целого. После того, как Бёрнли ощутил фрустрацию из-за невозможности установления точного диагноза его болезни, он сфокусировался на работе над альбомом. Dark Before Dawn, записанный в личной студии Бёрнли, является первым альбомом группы, продюсером которой значится он сам. Бернли заявил, что «делал тот же объём продюсирования на этом альбоме, что и на предыдущих, просто никогда не вписывал свое имя».
В течение часа после открытия предзаказа Dark Before Dawn занял № 1 строчку чарта рок-альбомов iTunes и № 3 общего чарта альбомов. За первую неделю альбом был распродан тиражом более 135 тысяч копий и 141 тысяч альбомных эквивалентов, дебютировав на № 1 строчке Billboard 200, и став самым коммерчески успешным альбомом группы. 18 августа 2016 года альбом получил золотой статус. Главный сингл «Failure» в течение 9 недель занимал № 1 строчку чарта Mainstream Rock Songs. Джейсон Липшутц из Billboard отмечал, что успех альбома был ошеломительным: «135 тысяч это приличная цифра для 2015 года — это больше, чем у последних альбомов Мадонны, ASAP Rocky и Келли Кларксон».
Джо Томассо, программный директор рок-радиостанции WAQX-FM сказал: «Они всегда была группой топ-уровня для своего формата, но всё же чуть ниже Disturbed или Shinedown или групп вроде них. Кажется, они всегда выпускали хитовые альбомы, но не получали должного признания, которого заслуживали». Хью МакИнтайр из Forbes писал, что продажи Тори Келли в 75 тысяч копий дают «взглянуть на продажи Breaking Benjamin под новым ракурсом», и что несмотря на смену состава «кажется, что фанаты ждут возвращения группы с распростёртыми объятьями».
Альбом был встречен в основном положительными отзывами, многие критики хвалили его за преемственность в звучании группы, некоторые, наоборот, критиковали за то, что звучание слишком похоже на предыдущий материал коллектива. Дэн Маркисано из About Entertainment писал: «Бёрнли мог сделать свое детище очередной дозой пафосного перепродюсированного дерьма, которое играет на каждой рок-станции мира. Вместо этого Breaking Benjamin почти не отошли от цепляющих мотивов времен Dear Agony». Напротив, Джеймс Монгер из AllMusic почувствовал, что «сложно скрыть факт того, что большинство из этих песен взаимозаменяемы с прошлым материалом группы». Джереми Борджон из Revolver писал, что «истинная сила музыки становится ясной через глубокое погружение и повторные прослушивания, так как иначе песни имеют тенденцию сливаться друг с другом».

### Ember(2017—2018)
В августе 2017 года состоялся второй приезд Breaking Benjamin в Европу, в том числе группа дала большие сольные концерты в России (в Москве и Санкт-Петербурге) и выступила на таких фестивалях как Reading and Leeds (Великобритания) и Sziget (Австрия). В конце августа 2017 года Бёрнли объявил, что запись шестого студийного альбома Breaking Benjamin завершена.
Осенью 2017 года группы отыграла североамериканский тур с Avenged Sevenfold и Bullet For My Valentine, после чего — мини-тур с 10 Years, а в начале 2018 года — тур с Five Finger Death Punch. В декабре 2017 года были анонсированы запланированные даты выхода альбома Ember и его главного сингла «Red Cold River» — второй квартал 2018 года и 5 января 2018 года соответственно. 26 января в качестве бонуса к предзаказу альбома вышел трек «Feed the Wolf», дата выхода альбома была назначена на 13 апреля 2018 года. Три последующие песни — «Blood», «Psycho», и «Save Yourself» — были выпущены до выхода альбома в качестве промо-синглов. За первую неделю выхода было продано 88 тысяч копий альбома, он дебютировал на № 3 строчке чарта Billboard 200. «Red Cold River» добралась до № 2 строчки чарта Mainstream Rock Songs и № 5 чарта Hot Rock Songs.
Работа над альбомом началась в 2016 году, запись в основном проходила в 2017 году. Несмотря на то, что Бёрнли оставался основным автором песен, он утверждал, что около половины альбома написали остальные участники группы. Впервые в истории Breaking Benjamin в продюсировании альбома участвовали все участники коллектива. Рау рассказывал, что альбом раздвигает рамки звучания группы своим «утяжелённым» по сравнению с прошлыми альбомами звучанием, и что «это самый тяжёлый для исполнения альбом», а также что группа использовала динамику трех гитаристов, но несмотря на все это альбом не отдаляется от устоявшегося стиля Breaking Benjamin. Бёрнли рассказал, что у фанатов был запрос на более «тяжёлый» материал, и группа была рада попробовать. Позже он объяснил, что верил в то, что фанатам больше нравится «тяжёлая» сторона группы, но «мы также исследовали нашу мелодическую и мягкую сторону».
Бёрнли рассказал, что название Ember может означать конец либо начало чего-либо, но оставил название открытым для интерпретации. 18 января, 12 апреля и 13 декабря 2018 года были выпущены клипы на синглы «Red Cold River», «Torn in Two» и «Tourniquet», составляющие связанную историю. Клип на «Torn in Two», являясь продолжением «Red Cold River», также включает отсылки ко всем предыдущим видеоклипам Breaking Benjamin. «Tourniquet» завершил видеотрилогию. Танцор и актёр Дерек Хаф (ранее исполнивший кавер на «Ashes of Eden» и поставивший хореографический видеоклип на него) появился в качестве гостевого вокалиста в альбоме, сказав, что таким образом его мечта сбылась.
Ember получил в основном положительные отзывы критиков, отмечались «утяжеление» звучания, но сохранение стиля группы. Нил Юнг из AllMusic написал положительную рецензию на альбом, но подчеркнул похожесть альбома на предыдущий материал («Это достаточно стандартный сборник песен от группы, которая знает, чего её фанаты хотят и ждут»). Чед Чайлдерс из Loudwire назвал Ember «тяжёлым альбомом — не только в плане звука, но и в плане текстов», сказав, что группа «доказывает, что она лучше (и да, тяжелее) чем когда-либо, и ей ещё есть, что сказать». Люк Наттэл из The Soundboard дал альбому смешанный отзыв: «Даже самые преданные фанаты должны признать, что это не нечто сильно новое по сравнению с прошлым материалом группы, такой неприкрытый самоплагиат редко приводит к хорошим результатам […] У Ember получается приподняться над самыми безыдейными работами формата радио-рока, но только в глазах тех, кто не слушал группу постоянно; для всех остальных — он вышел, принимайте его или избегайте.»

### Auroraи синглы-коллаборации (2018—2022)
В декабре 2018 году Бёрнли впервые рассказал в интервью, что готовит к выходу в 2019 году альбом акустических версий ранее выпущенных песен. В июле 2019 году он подтвердил, что готовится новый акустический альбом при участии музыкантов Red, Underoath, Saint Asonia и Лейси Штурм.
С июля по сентябрь 2019 года группа отыграла североамериканский тур с Chevelle и Three Days Grace.
28 октября 2019 года был анонсирован альбом Aurora и дата его выхода — 24 января 2020 года. Также был анонсирован совместный с Korn тур по Северной Америке в январе-марте 2020 года. 6 декабря 2019 года группа выпустила сингл «Far Away» при участии Скутера Уорда из группы Cold. 10 января 2020 года была выпущена акустическая версия «Red Cold River» при участии Спенсера Чемберлена из Underoath. В марте 2020 года был анонсирован летний тур с Bush, Theory of a Deadman, Saint Asonia и Cory Marks. 19 мая 2020 года концерты были отменены из-за пандемии COVID-19.
10 июля 2020 года группа выпустила кавер на песню Goo Goo Dolls «Iris» вместе с певицей Diamante.
В сентябре 2021 года группа отыграла североамериканский тур с Papa Roach и Memphis May Fire, в апреле-мае 2022 — с Seether, Starset и Лейси Штурм.
В августе 2022 года Breaking Benjamin выпустили совместную со Starset песню «Waiting on the Sky to Change».

### Седьмой студийный альбом (2022-настоящее время)
В августе-сентябре 2022 группа отыграла совместные североамериканские туры с Alice in Chains и Bush, в апреле-мае 2023 — с Bush, в июле-сентябре 2023 — тур с Disturbed, Theory of a Deadman и Jinjer.
В мае 2023 года Джейсен Рау заявил в интервью, что группа работает над новым альбомом «уже чуть больше года». В июле 2023 года Кит Уоллен подтвердил, что группа работает над новой музыкой, и что релиз может произойти в течение года.

## Участники
| Текущий состав - Бенджамин Бёрнли (англ. Benjamin Burnley) — вокал, ритм-гитара (с 1999) - Джейсен Рау (англ. Jasen Rauch) — соло-гитара, программирование (c 2014) - Кит Уоллен (англ. Keith Wallen) — ритм-гитара, бэк-вокал (c 2014) - Аарон Брук (англ. Aaron Bruch) — бас-гитара, бэк-вокал (c 2014) - Шон Фоист (англ. Shaun Foist) — барабаны, перкуссия (c 2014) Концертные музыканты - Кевин Соффера (англ. Kevin Soffera) — барабаны (2004) - Бен Вот (англ. Ben «BC» Vaught) — барабаны (2004–2005) | Бывшие участники - Джейсон Дэволи (англ. Jason Davoli) — бас-гитара (1999) - Джонатан Прайс (англ. Johnatan «Bug» Price) — бас-гитара (2001) - Джереми Хаммел (англ. Jeremy Hummel) — барабаны (1999—2004) - Аарон Финк (англ. Aaron Fink) — соло-гитара (2002—2011) - Марк Джеймс Клепаски (англ. Mark James Klepaski) — бас-гитара (2002—2011) - Чед Зелига (англ. Chad Szeliga) — барабаны (2005—2013) |

Хронология

### Галерея
- Breaking Benjamin на Frequency Festival 2017
- Аарон Брук
- Джейсен Рау
- Бенджамин Бёрнли
- Шон Фойст
- Кит Уоллен

## Дискография
| Альбомы - 2002 — Saturate - 2004 — We Are Not Alone - 2006 — Phobia - 2009 — Dear Agony - 2015 — Dark Before Dawn - 2018 — Ember | Сборники - 2011 — Shallow Bay: The Best of Breaking Benjamin - 2020 — Aurora Мини-альбомы - 2001 — Breaking Benjamin - 2004 — Live EP - 2004 — So Cold EP |

Видеоклипы
| Название                                          | Год  | Режиссёр              |
| ------------------------------------------------- | ---- | --------------------- |
| "Polyamorous"                                     | 2002 | Gregory Dark          |
| "So Cold"                                         | 2004 | Adam Egypt Mortimer   |
| "Sooner or Later"                                 | 2005 | Micha Dahan           |
| "The Diary of Jane"                               | 2006 | Ryan Smith            |
| "Breath"                                          | 2007 | концертная компиляция |
| "I Will Not Bow"                                  | 2009 | Rich Lee              |
| "Give Me a Sign"                                  | 2010 | Nigel Dick            |
| "Blow Me Away" (feat. Valora)                     | 2011 | Christopher Mills     |
| "Failure"                                         | 2015 | концертная компиляция |
| "Angels Fall"                                     | 2015 | Joe Dietsch           |
| "Ashes of Eden"                                   | 2016 | Kyle Cogan            |
| "Never Again"                                     | 2017 | Kyle Cogan            |
| "Red Cold River"                                  | 2018 | Kyle Cogan            |
| "Torn in Two"                                     | 2018 | Kyle Cogan            |
| "Tourniquet"                                      | 2018 | Kyle Cogan            |
| "Far Away" (feat. Scooter Ward)                   | 2020 | Kyle Cogan            |
| "Dear Agony" (Aurora Version) (feat. Lacey Sturm) | 2020 | Kyle Cogan            |